# 묘향산구
묘향산구(妙香山區)는 향산군의 향산읍을 중심으로 한 향산읍, 향암리, 북신현리, 림흥리가 1984년부터 1985년까지 일시적으로 독립했던 시절의 행정구역이다. 하위 행정구역은 바뀌지 않고 묘향산구 향산읍이 향산군과 묘향산구의 인민위 소재지 지위를 유지하였다.